# COVID-19 в Кыргызстане
Пандемия COVID-19 добралась до Кыргызстана в марте 2020 года. По состоянию на 2 октября 2021 года количество подтвержденных случаев заболевания составляет 178 608 человека, количество умерших - 2609 человека.

## Подтверждённые случаи
18 марта были подтверждены первые три случая заболевания COVID-19 у троих человек, вернувшихся из Саудовской Аравии после малого хаджа.
20 марта COVID-19 был выявлен у троих жителей Ноокатского района Ошской области. Они тоже вернулись из Саудовской Аравии после паломничества.
Пик заболеваемости COVID-19 пришёлся в Кыргызстане на июль 2020 года, когда в стране регистрировались сотни новых случаев в день, а в больницах критически не хватало мест для пациентов.
Начиная с сентября 2020 года, распространение COVID-19 пошло на спад, и, несмотря на незначительную вспышку поздней осенью того года, с начала 2021 года в стране не было ни одного дня, когда было бы зарегистрировано больше 170 новых случаев. В середине июня правительство страны объявило 3 волну пандемии COVID-19.